# AS Stade Mandji
AS Stade Mandji is een voetbalclub uit Port-Gentil, Gabon. De club werd opgericht in 1962 en speelt zijn thuiswedstrijden in het Stade Pierre Claver Divounguy.

## Erelijst
Landskampioen
in 2009
Beker van Gabon
winnaar in 1978, 1979

## Deelname CAF-competities
CAF Champions League
in 2010 (voorronde)